# Thomas Hörster
Thomas Hörster (ur. 27 listopada 1956 w Essen) – były niemiecki piłkarz występujący na pozycji obrońcy lub pomocnika.

## Kariera klubowa
Hörster zawodową karierę rozpoczynał w 1975 roku w drugoligowym Schwarz-Weiß Essen. W jego barwach zadebiutował 18 stycznia 1975 roku w przegranym 1:4 ligowym meczu z VfL Wolfsburg. W Schwarz-Weiß Essen grał przez trzy lata. W tym czasie rozegrał tam 72 spotkania i zdobył 8 bramek.
W 1977 roku Hörster odszedł do Bayeru 04 Leverkusen, również z 2. Bundesligi. W 1979 roku awansował z zespołem do Bundesligi. Pierwszy mecz zaliczył w niej 11 sierpnia 1979 roku przeciwko Bayernowi Monachium (1:3). 26 października 1979 roku w wygranym 2:1 spotkaniu z Borussią Dortmund strzelił pierwszego gola w trakcie gry w Bundeslidze. W 1988 roku zdobył z klubem Puchar UEFA, po pokonaniu w jego finale Espanyolu. W 1990 roku Hörster zajął z Bayerem 5. miejsce w lidze, co było najwyższą pozycją w trakcie jego kariery. W Bayerze spędził 14 sezonów. Rozegrał tam 404 spotkania i zdobył w nich 26 bramek. W 1991 roku zakończył karierę.

## Kariera reprezentacyjna
W reprezentacji RFN Hörster zadebiutował 24 września 1986 roku w wygranym 2:0 towarzyskim meczu z Danią. W latach 1986–1987 w drużynie narodowej rozegrał 4 spotkania.
W 1988 roku był uczestnikiem Letnich Igrzysk Olimpijskich, na których zajął wraz z kadrą 3. miejsce.